# Kalte Nahwärme

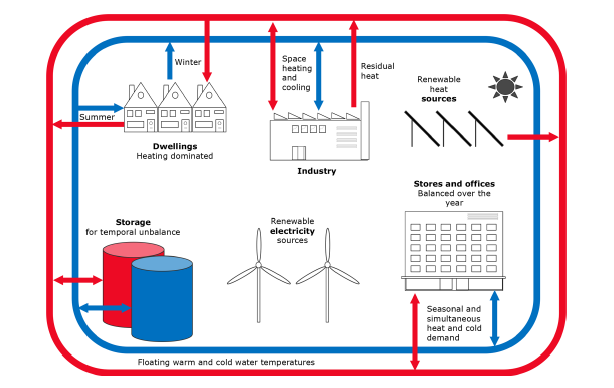
Schematische Funktionsweise eines kalten Nahwärmenetzes

Kalte Nahwärme beziehungsweise Kalte Fernwärme ist eine technische Variante eines Wärmenetzes, das mit niedrigen Übertragungstemperaturen in der Nähe der Umgebungstemperatur arbeitet und daher sowohl Wärme als auch Kälte bereitstellen kann. Üblich sind Übertragungstemperaturen im Bereich von ca. 10–25 °C, wodurch diese Systeme mit Temperaturen deutlich unterhalb herkömmlicher Fern- oder Nahwärmesysteme arbeiten. Dadurch können verschiedene Verbraucher unabhängig voneinander gleichzeitig heizen und kühlen. Im Gegensatz zu herkömmlichen Wärmenetzen erfolgen Warmwassererzeugung und Gebäudeheizung nicht direkt über Wärmetauscher, sondern über Wasser-Wärmepumpen, die ihre Wärmeenergie aus dem Wärmenetz gewinnen. Die Kühlung kann entweder direkt über das Kaltwärmenetz oder ggf. indirekt über die Wärmepumpen erfolgen.
Kalte Nahwärmenetze werden teils auch als Anergienetze bezeichnet. Die Sammelbezeichnung in der wissenschaftlichen Fachterminologie für derartige Systeme lautet englisch 5th generation district heating and cooling ‚Fernwärme und -kälte der Fünften Generation‘. Aufgrund der Möglichkeit, komplett mittels erneuerbarer Energien betrieben zu werden und zugleich einen Beitrag zum Ausgleich der schwankenden Produktion von Windkraft- und Photovoltaikanlagen zu leisten, gelten kalte Nahwärmenetze als vielversprechende Option für eine nachhaltige, potenziell treibhausgas- und emissionsfreie Wärmeversorgung und damit als Kerntechnologie einer Wärmewende.

## Begriffe
Mit Stand 2019 hat sich noch keine einheitliche Bezeichnung für die hier beschriebenen Wärmenetze der fünften Generation herausgebildet, auch existieren verschiedene Definitionen für das generelle technische Konzept. So werden in der englischsprachigen Fachliteratur die Begriffe Low temperature District Heating and Cooling (LTDHC), Low temperature networks (LTN), Cold District Heating (CHD) und Anergy networks bzw. Anergy grid verwendet. Außerdem gibt es in manchen Publikationen definitorische Konflikte bei der Abgrenzung zu „warmen“ Fernwärmenetzen, da bestimmte Autoren Low temperature District Heating and Cooling sowie Ultra-low temperature District Heating als Unterformen der vierten Generation von Fernwärmesystemen betrachten. Zudem erlaubt es die Definition von sog. low-ex-Netzen, diese sowohl als vierte als auch als fünfte Generation einzuordnen. Im deutschsprachigen Raum sind u. a. Kalte Nahwärme und Anergienetz gebräuchlich.

## Geschichte

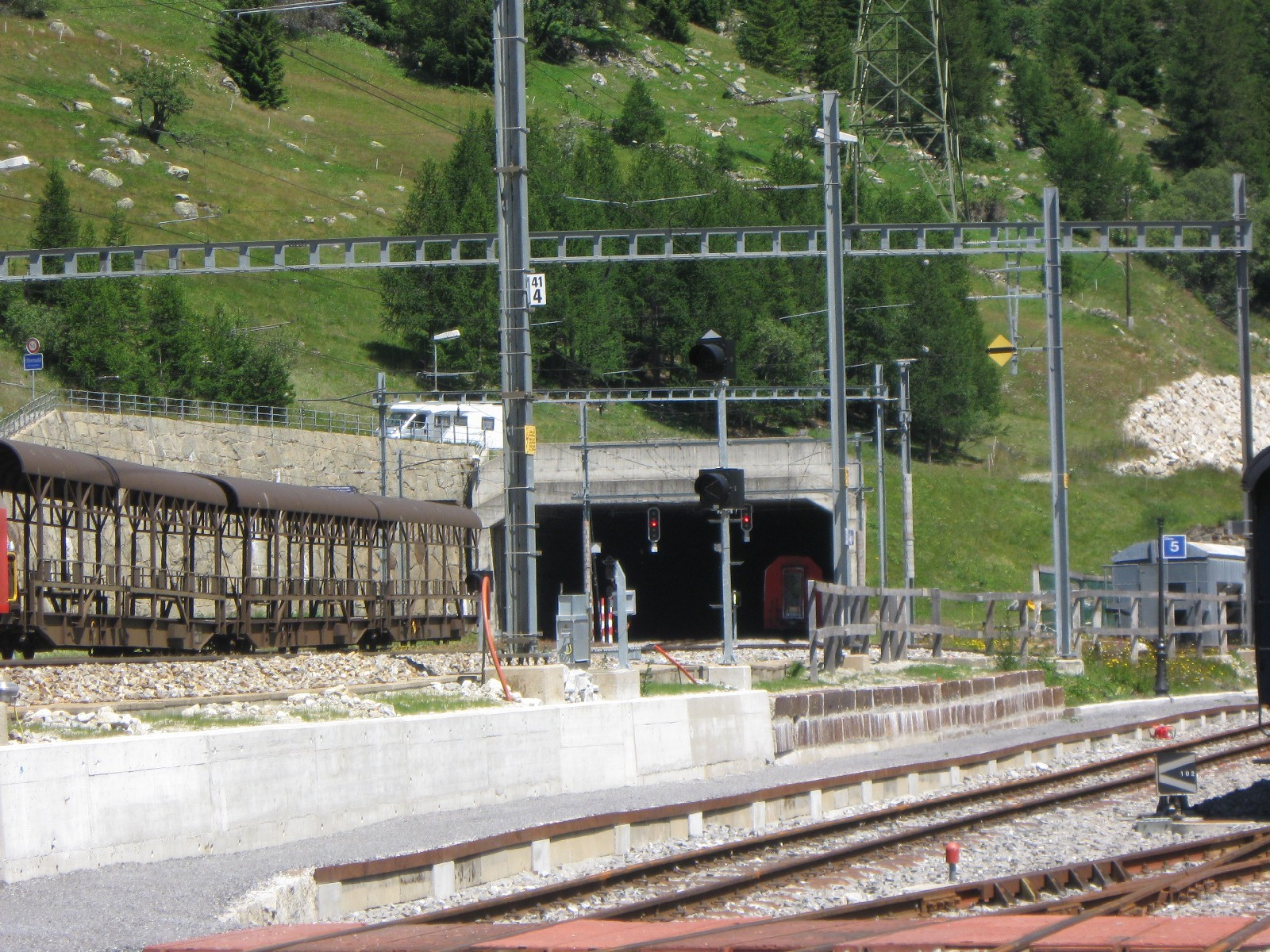
Eines der ersten kalten Nahwärmenetze nutzt Sickerwasser aus dem Furka-Basistunnel als Wärmequelle

Als erstes kaltes Fernwärmenetz gilt das Wärmenetz in Arzberg in Oberfranken. Im dortigen, inzwischen stillgelegten Kraftwerk Arzberg wurde zwischen Turbinenkondensator und Kühlturm ungekühltes Kühlwasser entnommen und über Rohrleitungen zu verschiedenen Gebäuden geleitet, wo es dann als Wärmequelle für Wärmepumpen diente. Geheizt wurden damit neben verschiedenen Wohnhäusern und Gewerbebetrieben die Schule und das Schwimmbad.
Eine weitere sehr frühe Anlage wurde 1979 in Wulfen in Betrieb genommen. Dort wurden 71 Gebäude versorgt, wobei die Wärmeenergie aus dem Grundwasser entnommen wurde. 1994 wurde schließlich das erste kalte Wärmenetz eröffnet, das Abwärme aus einem Industriebetrieb nutzte, einem Textilunternehmen. Ebenfalls 1994 (nach Pellegrini und Bianchini bereits 1991) wurde im schweizerischen Oberwald ein kaltes Nahwärmenetz errichtet, das mit Sickerwasser aus dem Furka-Basistunnel betrieben wird.
Insgesamt waren mit Stand Januar 2018 in Europa 40 Anlagen in Betrieb, davon jeweils 15 in Deutschland und der Schweiz. Bei den meisten Projekten handelte es sich dabei um Pilotanlagen mit einer Wärmeleistung von einigen 100 kWth bis in den einstelligen MW-Bereich, die größte Anlage hatte eine Leistung von ca. 10 MWth. In den 2010er Jahren kamen etwa drei Anlagen pro Jahr hinzu.

## Konzept
Kalte Wärmenetze sind Wärmenetze, die mit sehr niedrigen Temperaturen nahe der Umgebungswärme betrieben werden (etwa im Bereich 5–35 °C, meist zwischen 10 und 25 °C). Sie können von einer Vielzahl häufig regenerativer Wärmequellen gespeist werden und erlauben die simultane Produktion von Wärme und Kälte. Da die Betriebstemperaturen nicht ausreichend sind für die Warmwasser- und Heizwärmeproduktion, wird die Temperatur beim Abnehmer mittels Wärmepumpen auf das erforderliche Niveau angehoben. Auf die gleiche Art und Weise kann auch Kälte produziert werden und die Abwärme ins Wärmenetz zurückgespeist werden. Auf diese Weise sind Angeschlossene nicht nur Kunden, sondern können als Prosumer fungieren, die abhängig von den jeweiligen Umständen sowohl Wärme konsumieren oder produzieren können.
Das Konzept der kalten Nahwärmenetze stammt von Grundwasserwärmepumpen als auch Open-Loop-Wärmepumpen ab. Während erstere vorwiegend zur Versorgung von Einzelhäusern eingesetzt werden, sind letztere häufig in Gewerbegebäuden anzutreffen, die sowohl Wärme- als auch Kühlbedarf haben und diesen parallel decken müssen. Kalte Nahwärme erweitert dieses Konzept auf einzelne Wohngebiete oder Stadtteile. Wie gewöhnliche Erdwärmepumpen haben Kalte Nahwärmenetze gegenüber Luftwärmepumpen den Vorteil, aufgrund des niedrigeren Temperaturdeltas zwischen Wärmequelle und Heiztemperatur effizienter zu arbeiten. Gegenüber Erdwärmepumpen haben Kalte Nahwärmenetze jedoch den zusätzlichen Vorteil, dass auch im städtischen Raum, wo häufig Platzprobleme den Einsatz von Erdwärmepumpen verhindern, über zentrale Wärmespeicher saisonal Wärme gespeichert werden kann, und darüber hinaus die unterschiedlichen Lastprofile verschiedener Gebäude ggf. einen Ausgleich zwischen Wärme- und Kältebedarf ermöglichen. Während heutzutage der Kältebedarf häufig durch Kältemaschinen gedeckt wird, die ihre Abwärme ungenutzt in die Umgebung abgeben, könnte zukünftig die freiwerdende Abwärme sinnvoll genutzt werden, wodurch erhebliches Potential zur Energieeinsparung besteht. Eine Nutzung dieser Abwärme wird zudem auch deshalb für wichtig erachtet, weil zukünftig mit einer deutlichen Steigerung des Kühlbedarfes gerechnet wird.
Besonders gut ist ihr Einsatz dort geeignet, wo verschiedene Arten von Bebauung (Wohngebäude, Gewerbe, Supermärkte etc.) existieren und somit sowohl Wärme und Kälte nachgefragt wird, wodurch ein Energieausgleich über kurze oder lange Zeiträume ermöglicht wird. Alternativ ermöglichen saisonale Wärmespeicher einen Ausgleich von Energieeinspeisung und -nachfrage. Durch die Nutzung verschiedener (Ab)-Wärmequellen und die Kombination von Wärmequellen und Wärmesenken können zudem Synergien geschaffen werden und die Wärmeversorgung in Richtung einer Kreislaufwirtschaft weiterentwickelt werden. Zudem ermöglicht die niedrige Betriebstemperatur der Kaltwärmenetze sonst kaum nutzbare Niedertemperaturabwärme unkompliziert in das Netz einzuspeisen. Gleichzeitig verringert die niedrige Betriebstemperatur die Wärmeverluste des Wärmenetzes deutlich, was insbesondere im Sommer, wo nur eine geringe Wärmenachfrage herrscht, die Energieverluste begrenzt.
Die Jahresarbeitszahl der Wärmepumpen ist gerade verglichen mit Luft-Wärmepumpen relativ hoch. Eine Untersuchung von 40 bis zum Jahr 2018 in Betrieb genommenen Anlagen ergab, dass die Wärmepumpen bei einem Großteil der untersuchten Systeme eine Jahresarbeitszahl von mindestens 4 erreichten; die höchsten Werte lagen bei 6.
Technologisch gehören Kalte Wärmenetze zum Konzept der intelligenten Wärmenetze. Sie folgen dem allgemeinen Trend, die Übertragungstemperaturen von Wärmenetzen immer weiter abzusenken.

## Komponenten

### Wärmequellen

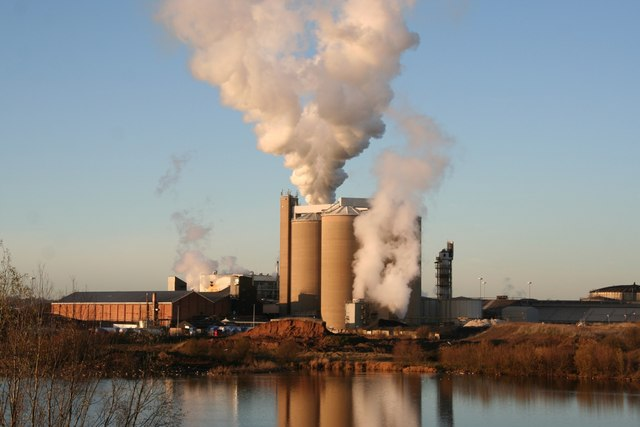
Kalte Wärmenetze eignen sich hervorragend für die Nutzung von Abwärme aus Industrie und Gewerbe

Als Energielieferant für das Kaltwärmenetz kommen diverse Wärmequellen in Frage, insbesondere erneuerbare Quellen wie das Erdreich, Gewässer, gewerbliche und industrielle Abwärme, Solarthermie und Umgebungsluft, die einzeln oder in Kombination genutzt werden können. Aufgrund des generell modularen Aufbaus kalter Nahwärmenetze können bei weiterem Ausbau des Netzes nach und nach neue Wärmequellen erschlossen werden, sodass größere Wärmenetze über eine Vielzahl unterschiedlicher Quellen gespeist werden können.
In der Praxis nahezu unerschöpfliche Quellen sind z. B. Meerwasser, Flüsse, Seen oder Grundwasser. Von den mit Stand Januar 2018 40 in Europa in Betrieb befindlichen Kaltwärmenetzen nutzten 17 Gewässer bzw. Grundwasser als Wärmequelle. Zweitwichtigste Wärmequelle war die Erdwärme. Diese wird zumeist über geothermische Bohrungen mittels senkrechter Erdwärmesonden erschlossen. Möglich ist aber auch die Nutzung von Flächenkollektoren wie z. B. Agrothermiekollektoren. Hierbei werden auf landwirtschaftlicher Nutzfläche, etwa in 1,5 bis 2 m Tiefe und damit unterhalb der Arbeitstiefe landwirtschaftlicher Geräte, waagrechte Kollektoren eingepflügt, die dem Boden bei Bedarf Wärme entziehen können. Dieses Konzept, das die weitere landwirtschaftliche Nutzung erlaubt, wurde beispielsweise in einem Kaltwärmenetz in Wüstenrot realisiert.
Zudem existieren Kaltwärmenetze, die geothermische Energie aus Tunneln sowie aufgegebenen Kohleminen gewinnen. Ebenfalls genutzt werden kann Abwärme aus Industrie- und Gewerbebetrieben. Beispielsweise nutzen zwei Kaltwärmenetze in Aurich und Herford die Abwärme von Molkereien und eine weitere Anlage in der Schweiz Abwärme aus einem Biomassekraftwerk, während ein weiteres Kaltwärmenetz auf Abwärme aus einem Textilbetrieb zurückgriff. Niedertemperatur-Industrieabwärme stellt eine bedeutende Wärmequelle dar: In urbanen Räumen kann das zur Verfügung stehende Abwärmepotential im Bereich von 50 und 120 % des gesamten Wärmebedarfs liegen. So befinden sich beispielsweise Rechenzentren, die weltweit am schnellsten wachsenden Energieverbraucher, deren Stromverbrauch in Deutschland sich im Jahr 2018 auf 14 Terawattstunden summierte, meist in großen Städten, da dort der Rechenbedarf lokalisiert ist. Da die Abwärmetemperatur bei üblichen luftgekühlten Rechenzentren knapp 30 °C beträgt, ist hier die Einspeisung in kalte Nahwärmenetze besonders sinnvoll.
Weitere mögliche Wärmequellen sind u. a. Solarthermie (insbesondere zur Regeneration geothermischer Quellen und Beladung von Speichern), Großwärmepumpen, die Umweltwärme nutzen, die Kanalisation, Blockheizkraftwerke und biogen oder fossil befeuerte Spitzenlastkessel zur Unterstützung anderer Wärmequellen. Die niedrigen Betriebstemperaturen von Kaltwärmenetzen begünstigen dabei besonders Solarthermieanlagen, BHKWs und die Abwärmenutzung, da diese unter diesen Bedingungen mit maximaler Effizienz arbeiten können. Zugleich ermöglichen Kaltwärmenetze Industrie- und Gewerbeunternehmen mit Abwärmepotential wie beispielsweise Supermärkten, Rechenzentren usw. die unkomplizierte Einspeisung von thermischer Energie ohne großes finanzielles Investitionsrisiko, da auf dem Temperaturniveau von Kaltwärmenetzen eine direkte Wärmeeinspeisung ohne Wärmepumpe möglich ist.
Eine weitere Wärmequelle kann auch die Rücklaufleitung konventioneller Fernwärmenetze sein. Sofern die Betriebstemperatur des Kaltwärmenetzes niedriger ist als die Bodentemperatur kann auch das Netz selbst Wärme aus dem umliegenden Boden aufnehmen. In diesem Fall wirkt dann das Netz wie eine Art Erdwärmekollektor.

### (Saisonale) Wärmespeicher

Funktionsweise eines Erdwärmekollektors. Diese Kollektoren können ebenfalls zur saisonalen Speicherung dienen

Wärmespeicher in Form von saisonalen Speichern stellen ein Schlüsselelement von kalten Nahwärmesystemen dar. Zum Ausgleich saisonaler Schwankungen von Wärmeproduktion und Abnahme werden viele Kaltwärmesysteme mit einem saisonalen Wärmespeicher errichtet. Dies bietet sich vor allem dort an, wo die Struktur der Abnehmer/Prosumer nicht zu einem weitgehend ausgeglichenen Wärme- und Kühlbedarf führt oder eine ganzjährig ausreichende Wärmequelle vorhanden ist. Gut geeignet sind Aquiferspeicher und die Speicherung über Bohrlochfelder. Diese ermöglichen, überschüssige Wärme aus dem Sommerhalbjahr, z. B. aus der Kühlung, aber auch von anderen Wärmequellen einzuspeichern und damit den Boden aufzuheizen. In der Heizperiode wird dann der Prozess umgekehrt und erwärmtes Wasser gefördert und in das Kaltwärmenetz eingespeist. Möglich sind jedoch auch weitere Arten von Wärmespeichern. So nutzt beispielsweise ein Kaltwärmenetz in Fischerbach einen Eisspeicher.

### Wärmenetz
Kalte Nahwärmesysteme erlauben eine Vielzahl von Netzkonfigurationen. Grob unterscheiden lassen sich offene Systeme, bei denen Wasser eingespeist, durch das Netz geschleust, wo es dann die jeweiligen Verbraucher versorgt, und schließlich in die Umwelt abgegeben wird, und geschlossene Systeme, bei denen eine Überträgerflüssigkeit, meist Sole, in einem Kreislauf zirkuliert. Weiter lassen sich die Systeme nach der Zahl der verwendeten Rohrleitungen unterscheiden. Abhängig von den jeweiligen Gegebenheiten sind Konfiguration mit einer bis vier Röhren möglich:
- Einrohrsysteme werden üblicherweise bei offenen Systemen verwendet, die Oberflächen- oder Grundwasser als Wärmequelle nutzen und dieses nach Durchströmen des Wärmenetzes wieder in die Umwelt abgeben.
- In Zweirohrsystemen werden beide Rohre mit unterschiedlichen Temperaturen betrieben. Im Heizbetrieb dient die wärmere der beiden als Wärmequelle für die Wärmepumpen der Abnehmer, die kältere nimmt das durch die Wärmepumpe abgekühlte Übertragungsmedium wieder auf. Im Kühlbetrieb dient die kältere als Quelle, die von der Wärmepumpe erzeugte Wärme wird in die wärmere Leitung eingespeist.
- Dreirohrsysteme funktionieren ähnlich wie Zweirohrsysteme, jedoch existiert noch eine dritte Leitung, die mit wärmeren Wasser betrieben wird, sodass (zumindest bei Heizungen mit niedriger Vorlauftemperatur wie z. B. Fußbodenheizungen der Fall) die Heizung ohne Einsatz der Wärmepumpe erfolgen kann. Die Wärmeübertragung erfolgt dabei meist über Wärmetauscher. Abhängig von der Temperatur erfolgt die Rückspeisung nach Nutzung dann in die wärmere oder kälteren Leitung. Alternativ kann die dritte Leitung auch als Kälteleitung zur direkten Kühlung via Wärmetauscher genutzt werden.
- Vierrohrsysteme fungieren wie Dreirohrsysteme, nur dass je eine Leitung zur direkten Heizung und Kühlung vorhanden ist. Auf diese Weise lassen sich Energiekaskaden realisieren.

Generell gilt für die Leitungen von Kaltwärmenetzen, dass die Rohrleitungen im Gegensatz einfacher und günstiger gestaltet werden können als bei warmen/heißen Fernwärmesystemen. Durch die niedrigen Betriebstemperaturen kommt es nicht zu thermomechanischem Stress, was den Einsatz von gewöhnlichen Polyethylen-Röhren ohne Isolierung erlaubt, wie sie auch bei der Trinkwasserversorgung eingesetzt werden. Dies erlaubt sowohl eine schnelle als auch kostengünstige Verlegung sowie schnelle Anpassung an unterschiedliche Netzgeometrien. Ebenfalls entfallen dadurch teure Röntgen- oder Ultraschalluntersuchungen der Röhren, die Verschweißung von einzelnen Röhren sowie die aufwändige Vor-Ort-Isolierung von Verbindungsstücken. Allerdings müssen verglichen mit konventionellen Fernwärmeleitungen Rohre mit größerem Durchmesser verwendet werden, um die gleiche Wärmemenge transportieren zu können. Auch ist der Energiebedarf der Pumpen aufgrund der größeren Volumens höher. Hingegen können kalte Nahwärmesysteme potenziell auch dort errichtet werden, wo der Wärmebedarf der angeschlossenen Gebäude zu gering für den Betrieb eines herkömmlichen Wärmenetzes ist. So lagen 2018 9 von 16 Systemen, für die ausreichend Daten vorhanden waren, unter der Schwelle von 1,2 kW Heizleistung/m Netzlänge, die als Untergrenze für den wirtschaftlichen Betrieb konventioneller „warmer“ Nahwärmesystem angesehen wird.

### Übergabestation

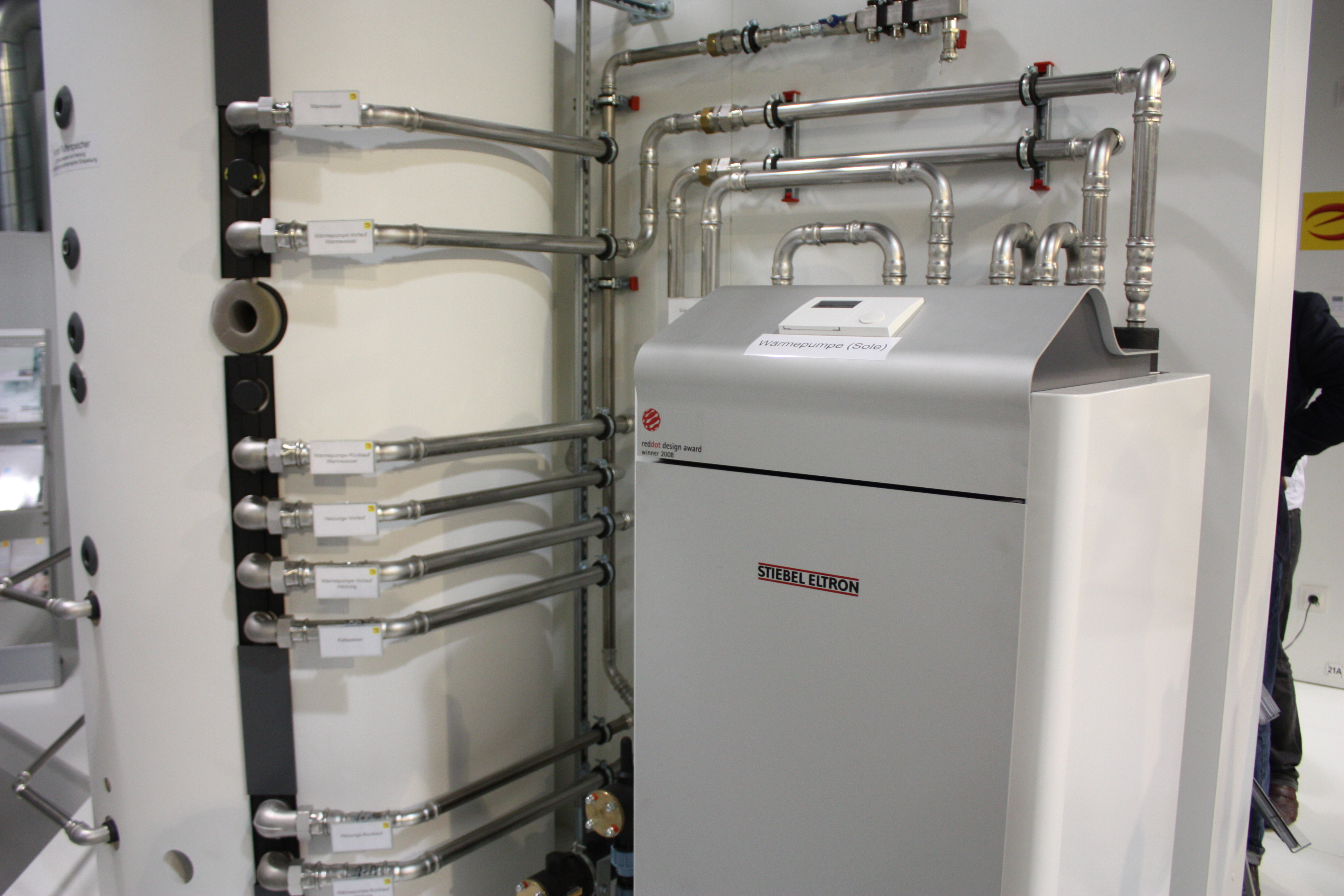
Sole-Wasser-Wärmepumpe

Gegenüber herkömmlicher „heißer“ Fernwärmenetze fällt die Übergabestation von kalten Nahwärmesystemen komplizierter, platzaufwändiger und dementsprechend teurer aus. So muss bei jedem angeschlossenen Abnehmer bzw. Prosumer eine Wärmepumpe sowie ein Wärmespeicher für Warmwasser installiert werden. Die Wärmepumpe ist üblicherweise als elektrisch angetriebene Wasser-Wasser-Wärmepumpe ausgeführt und wird zudem oft über einen Wärmetauscher physisch vom Kaltwärmenetz getrennt. Die Wärmepumpe hebt die Temperatur auf das nötige Niveau zum Beheizen der Wohnung und erzeugt das Warmwasser. Sie kann jedoch ebenso zum Kühlen des Hauses genutzt werden und die dort anfallende Wärme ins Wärmenetz einspeisen, sofern nicht direkt ohne Wärmepumpeneinsatz gekühlt wird. Zudem kann noch ein Back-Up-System wie z. B. ein Heizstab installiert sein. Ebenfalls kann ein Wärmespeicher für das Heizungssystem installiert werden, was einen flexibleren Betrieb der Wärmepumpe ermöglicht. Solche Wärmespeicher helfen ebenfalls dabei, die Leistung der Wärmepumpe klein zu halten, was wiederum die Installationskosten senkt.

## Rolle im zukünftigen Energiesystem
Niedertemperatur-Wärmenetze, zu denen Kalte Nahwärmesysteme zählen, werden als vielversprechendes bzw. sogar zentrales Element für die Dekarbonisierung der Wärmeversorgung und Kälteversorgung im Rahmen der Energiewende und des Klimaschutzes gesehen. Nah- und Fernwärmesysteme haben verglichen mit Einzelheizungen verschiedene Vorteile: Hierzu zählen z. B. die höheren Wirkungsgrade der Anlagen, die Möglichkeit, Kraft-Wärme-Kopplung zu nutzen und bisher ungenutzte Abwärmepotentiale auszuschöpfen. Zudem werden sie als wichtiger Lösungsansatz gesehen um die Nutzung erneuerbarer Energien zu steigern und den Primärenergiebedarf und die lokalen Emissionen bei der Wärmegewinnung zu senken. Bei Verzicht auf Verbrennungstechnologien zur Einspeisung in das Kaltwärmenetz können Kohlendioxidemissionen und Schadstoffemissionen vor Ort komplett vermieden werden. Kalte Wärmenetze werden zudem als Möglichkeit gesehen, zukünftig Wärmenetze aufzubauen, die zu 100 % mittels erneuerbarer Energien gespeist werden.

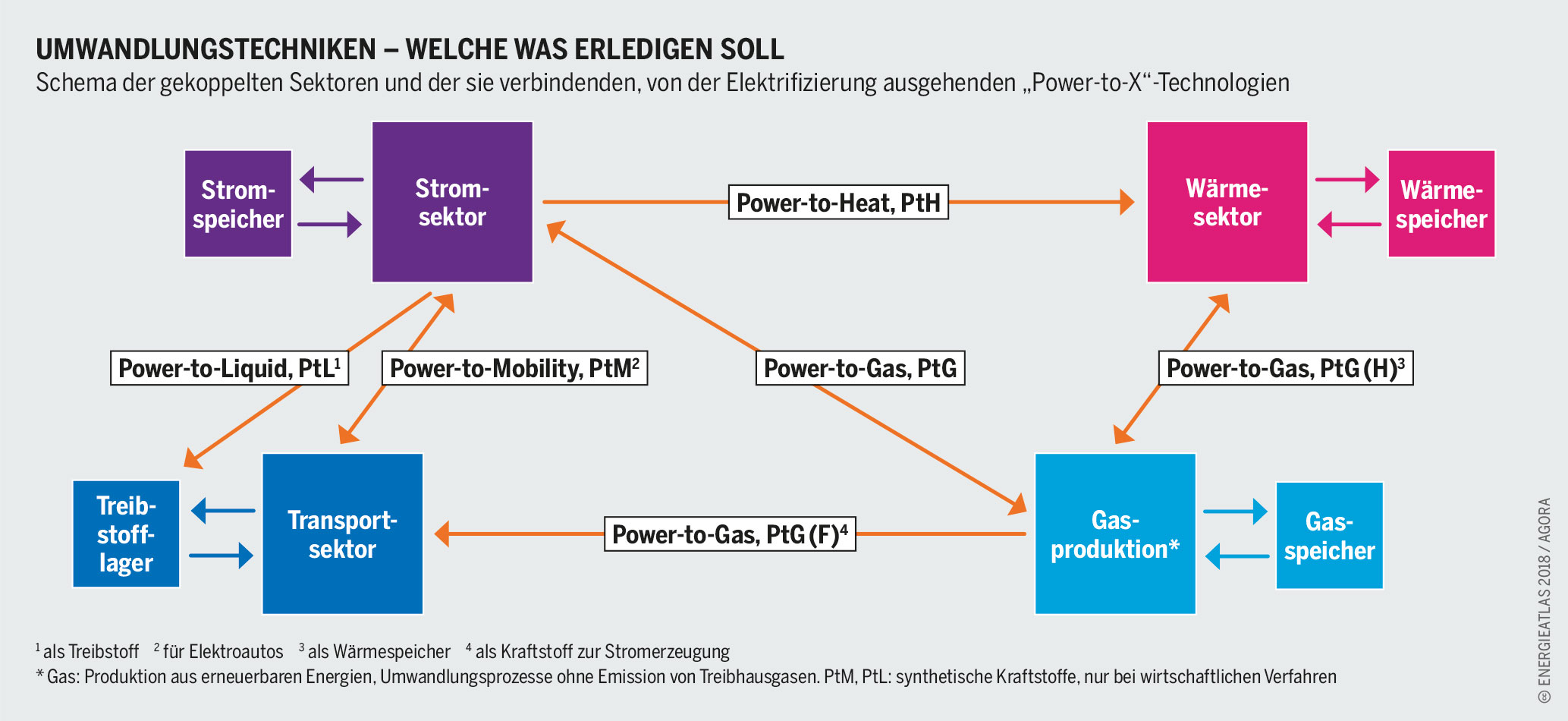
Die weitgehende Elektrifizierung des Wärmesektors ist ein zentraler Baustein der Sektorenkopplung

Als vielversprechender Ansatz gilt ebenfalls die Nutzung von kalten Nahwärmesystemen und anderen Wärmepumpenheizungen zur Sektorenkopplung. So wird durch Power-to-Heat-Technologien einerseits elektrische Energie zum Heizen verwendet, andererseits kann auf diese Weise der Wärmesektor dabei helfen, die Systemdienstleistungen zu erbringen, um die schwankende Ökostromerzeugung im Stromsektor auszugleichen. Kalte Nahwärmenetze können somit über die Wärmepumpen zur Laststeuerung beitragen und dabei zusammen mit weiteren Speichern dabei helfen, die Versorgungssicherheit zu gewährleisten.
Sofern die Dächer der versorgten Gebäude mit Photovoltaikanlagen ausgestattet sind, ist es zudem möglich, einen Teil des Strombedarfs für die Wärmepumpen vom eigenen Dach zu beziehen. Beispielsweise wurden in Wüstenrot 20 Plusenergiehäuser errichtet, die allesamt mit Photovoltaikanlagen, einem Batteriespeicher und einem Wärmespeicher für einen möglichst hohen Eigenversorgungsgrad durch flexiblen Betrieb der Wärmepumpe ausgestattet sind.